# Bodio Lomnago
Bodio Lomnago es un municipio italiano de la provincia de Varese, en Lombardía. Tiene una población estimada, a fines de 2020, de 2192 habitantes.

## Evolución demográfica
| Gráfica de evolución demográfica de Bodio Lomnago entre 1861 y 2001 |
|                                                                     |
| Fuente ISTAT - elaboración gráfica de Wikipedia                     |